# FC Angusht Nazran
El FC Angusht Nazran (del ruso: ФК «Ангушт» Назрань) es un club de fútbol ruso de la ciudad de Nazran, en la República de Ingusetia, fundado en 1993. El club disputa sus partidos como local en el estadio Central Ruslan Aushev y juega en la Segunda División de Rusia, el tercer nivel en el sistema de ligas ruso.

## Historia
El club fue fundado en 1993 como Ingushetia Nazran y entró en la tercera liga rusa en 1994. En 1995 el club pasó a llamarse Angusht, reubicándose en Malgobek, y terminó segundo en su zona, consiguiendo el ascenso a la Segunda División. El Angusht terminó segundo en 1998 y tercero en 2000, y en 2005 logró ganar su zona de Segunda División para conseguir otro ascenso.
El club pasó la temporada 2006 en la Primera División, terminando último entre 22 equipos. Después de la temporada el Angusht quebró, fue renombrado FC Nazran (y poco después FC Ongusht Nazran) y se unió a la Liga de Fútbol Amateur. En 2009 pasó a llamarse, de nuevo, Angusht.